# 普羅特克西翁

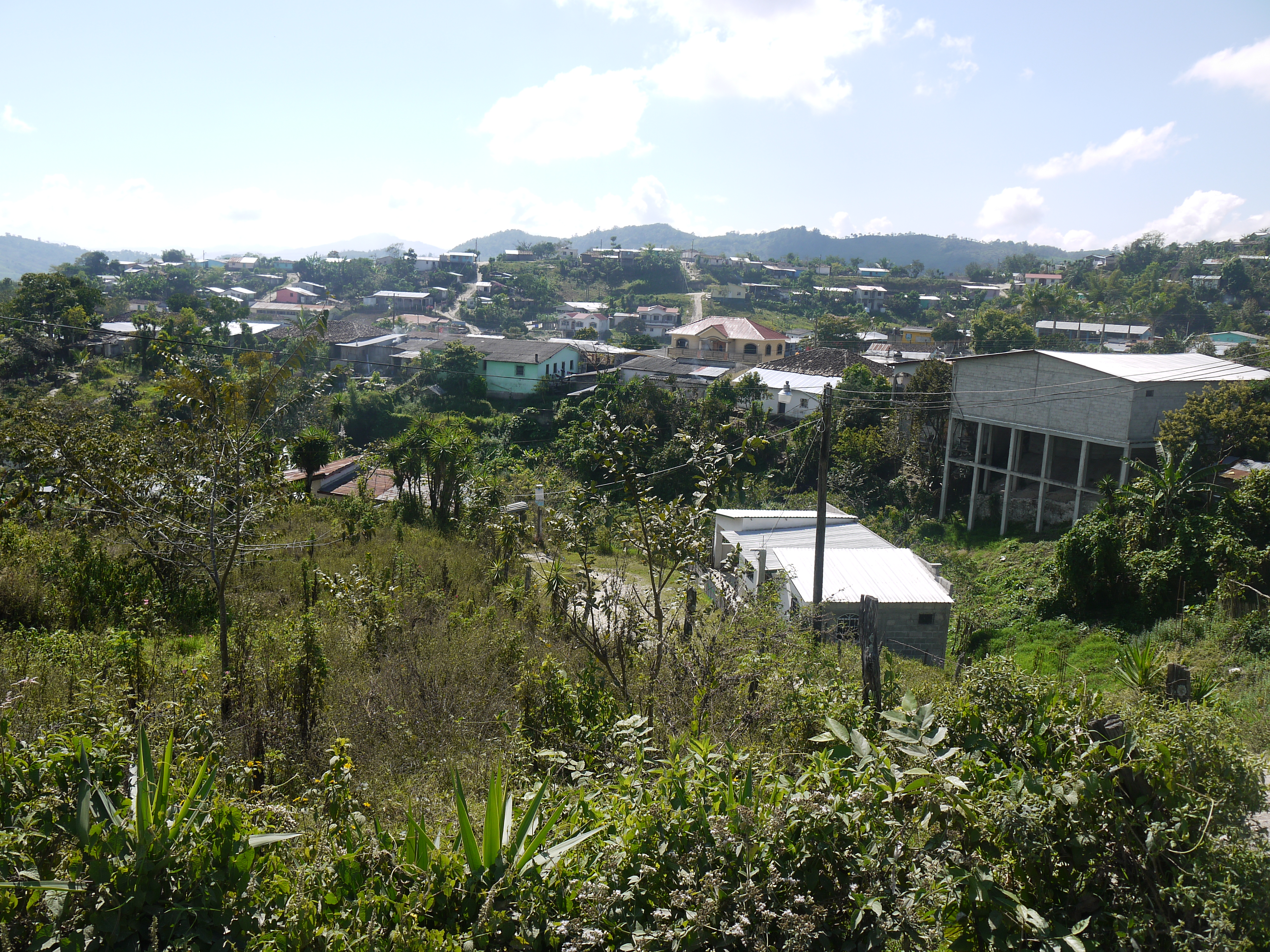

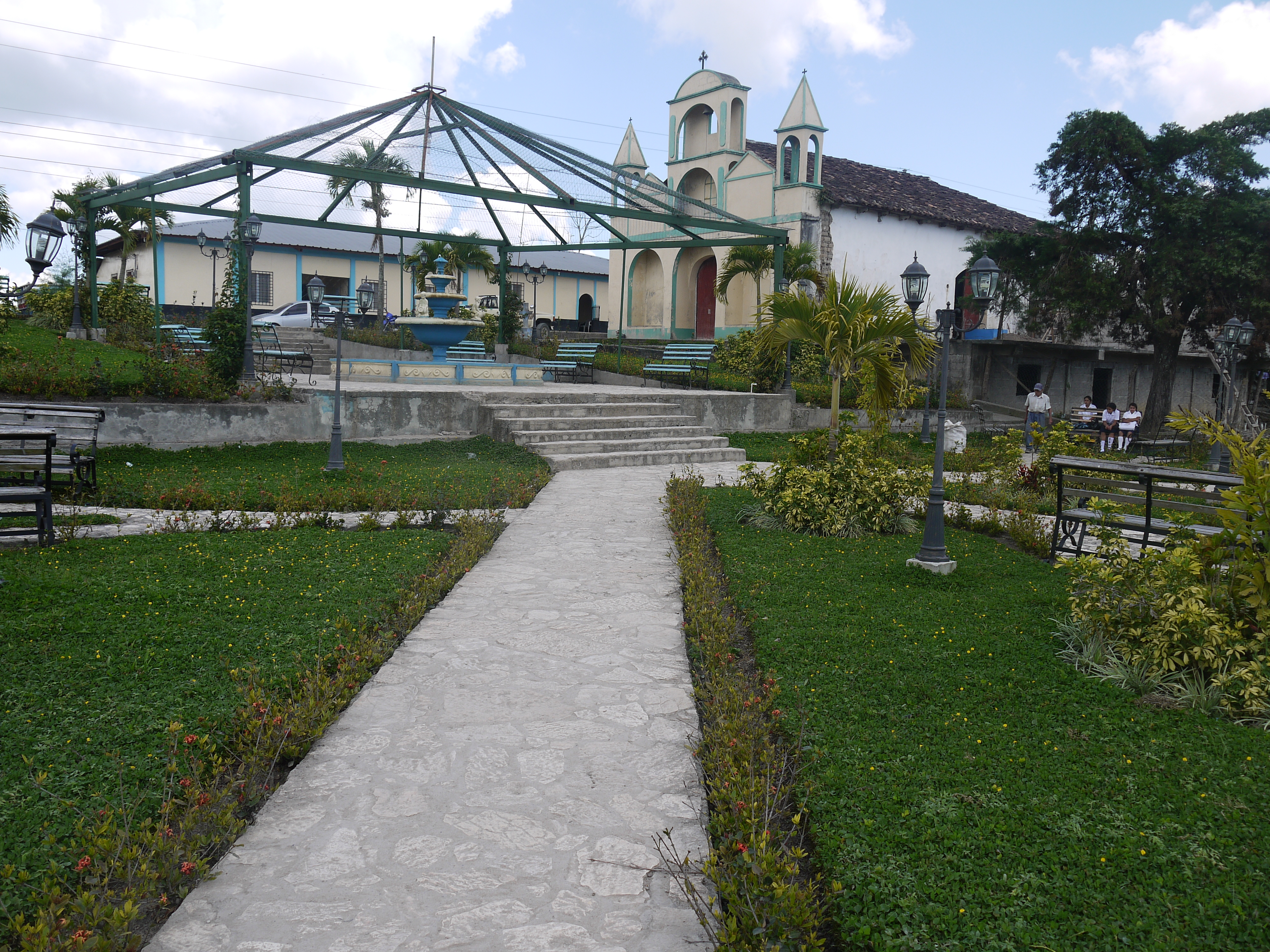

普羅特克西翁（西班牙語：Protección），是洪都拉斯的城鎮，位於該國西北部，由聖巴巴拉省負責管轄，始建於1927年1月22日，面積148.90平方公里，海拔高度906米，2001年人口13,321，人口密度每平方公里89.46人。